# Leopoldo Eulogio Palacios
Leopoldo Eulogio Palacios Rodríguez (ur. 31 stycznia 1912 w Madrycie, zm. 22 listopada 1981 tamże) – hiszpański filozof, teolog i logik.

## Życiorys
Wywodził się z rodziny intelektualistów pochodzącej z Asturii – jego ojciec Leopoldo Palacios Morini (1876–1952) był wykładowcą nauk moralnych i politycznych oraz członkiem Stałej Komisji Mandatów Międzynarodowych Ligi Narodów.
Ukończył pierwsze studia pedagogiczne i medialne w Instituto Escuela, a w 1930 rozpoczął kolejne – na Wydziale Filozofii i Literatury Uniwersytetu w Madrycie. Swoją działalność literacką rozpoczął w latach Republiki, działając w Acción Española. Ukończył studia na Wydziale Filozofii w czerwcu 1936. 
W początkach hiszpańskiej wojny domowej Republikanie poszukiwali go z zamiarem uwięzienia. Schronił się wtedy w ambasadzie francuskiej. Stamtąd został przewieziony do Francji, gdzie pozostawał w obozie dla uchodźców, skąd zbiegł i dotarł do Lyonu, a następnie przeniósł się do Genewy, gdzie mieszkał jego ojciec. Na początku czerwca 1938 wrócił do Hiszpanii.
W 1940 wstąpił do korpusu profesorów zwyczajnych w Institutos Nacionales de Enseñanza Media de España i pełnił funkcję profesora filozofii w Vigo, a od 1941 przebywał ponownie w Madrycie. W roku tym, współpracując z Kościołem Katolickim opublikował Formację intelektualisty katolickiego w Escorial. Wkrótce także nawiązał współpracę z niedawno założonym Instytutem „Luis Vives”. 
Doktoryzował się z filozofii 12 stycznia 1944 na Uniwersytecie w Madrycie, z myśli św. Tomasza z Akwinu (La doctrina de la Lógica en Juan de Santo Tomás, 180 stron) pod kierunkiem Juana Zaragüety Bengoechei. 25 maja 1944 wstąpił do Uniwersyteckiego Korpusu Profesorskiego, obejmując Katedrę Logiki Uniwersytetu w Madrycie.
Chociaż przed wojną podpisywał się jako Leopoldo Eulogio Palacios, w rozprawie doktorskiej z 1944 i w oficjalnych dokumentach z tego roku jego nazwisko brzmi po raz pierwszy Leopoldo Palacios Rodríguez. W tym samym okresie ujawniły się jego pierwsze objawy choroby płuc, co zmusiło go do kolejnych, długich rekonwalescencji w kilku sanatoriach. W 1945 roku zdobył Narodową Nagrodę Literacką za swoją książkę Roztropność polityczna. W 1948 roku założył magazyn Finisterre, który upadł w tym samym roku (ukazało się dwanaście numerów).
W 1949, 1950 i 1951 wykładał w Quebecu, na francuskojęzycznym, katolickim Uniwersytecie Lavala, gdzie przebywał na zaproszenie belgijskiego teologa i filozofa tomistycznego Charlesa de Konincka (zm. W 1965).
W 1954 wpisany został na listę członków Królewskiej Akademii Nauk Moralnych i Politycznych. Był także profesorem w Instytucie Społecznym Leona XIII.
W 1972 został mianowany członkiem kierownictwa naukowego Schopenhauer-Gesellschaft. Powrócił na Uniwersytet Lavala, a przedmiotem jego wykładów była filozofia Arthura Schopenhauera. W ostatnich latach życia fascynowała go postać i poglądy Marcela Lefebvre’a.

## Doktryna
Na poziomie etyki politycznej odrzucał doktrynalizm i makiaweliczny oportunizm, opowiadając się za ostrożnościowością, która podporządkowuje politykę moralności, zawsze biorąc jednak pod uwagę możliwości i konkrety. W micie nowego chrześcijaństwa potępiał personalistyczny humanizm Jacquesa Maritaina.

## Rodzina
W 1942 urodził się jego syn, Juan Miguel Palacios García (od 1980 profesor filozofii moralnej na Uniwersytecie Complutense).